# Nathan Field
Nathan Field (gedoopt op 17 oktober 1587 - 10 februari 1633) was een Engels acteur en toneelschrijver in de periode van het Engels renaissancetheater.
Nathan Field, die meestal kortweg Nat werd genoemd, was de zoon van John Field, een Puriteins geestelijke uit Cripplegate, Londen, die sterk gekant was tegen het toneel en verwante vormen van amusement. Nathans broer Nathaniel was drukker, zijn broer Theophilus was bisschop van Llandaff. 

Het zag er aanvankelijk niet naar uit dat Nathan zou kiezen voor het acteursvak. Hij raakte er echter rond 1600 toch bij betrokken, omdat hij onder de indruk kwam van Nathaniel Giles, de leider van een van de destijds opererende kindergezelschappen, de Children of the Chapel. Hij sloot zich hierbij aan en werd een bekend acteur. Later ging hij zelf ook voor het toneel schrijven, soms in samenwerking met anderen.
Fields naam komt voor op de speellijsten van diverse stukken van Ben Jonson, waaronder Cynthia's Revels, The Poetaster en Epicoene, en in Chapmans Bussy d'Ambois. 
Nathan Field schreef twee komedies eigenhandig, waarschijnlijk beide voor 1611: A Woman is a Weathercock (gepubliceerd in 1612, over de grilligheid van de vrouw) en Amends for Ladies (gepubliceerd in 1618 en kennelijk bedoel als tegenhanger van het andere stuk). Tegen die tijd had hij zich aangesloten bij het gezelschap de King's Men van William Shakespeare en Richard Burbage, dat eerder opereerde onder de naam Lord Chamberlain's Men.
Field werkte samen met Philip Massinger aan het stuk The Fatal Dowry dat in 1632 werd gepubliceerd. Met John Fletcher werkte hij aan Four Plays en met Fletcher en Massinger samen aan The Honest Man's Fortune, The Knight of Malta en The Queen of Corinth (alle gepubliceerd in 1647). 
Field trok zich in 1625 terug uit het vak en overleed in 1633.
- Bibliothèque nationale de France: cb12887575f (data)
- Gemeinsame Normdatei: 120779285
- International Standard Name Identifier: 0000 0000 8355 114X
- Library of Congress Control Number: n50023352
- Nationale Bibliotheek van Israël: 987007462721805171
- Nederlandse Thesaurus van Auteursnamen: 158928881
- Istituto Centrale per il Catalogo Unico: SBNV031382
- SNAC: w6fj72cs
- Système universitaire de documentation: 061576271
- Virtual International Authority File: 8181579
- WorldCat: E39PBJr3mp8FYdwcjCRyvd6Myd